# Борис Комитов
Борис Петров Комитов е български геофизик и астроном.
Научните му изследвания са в областта на физика на планетните и кометните атмосфери, физика на Слънцето и слънчево-земните връзки.

## Биография
Роден е на 5 април 1954 г. в Стара Загора. Завършил е Физическия факултет на Софийския държавен университет през 1979 г. Работи в Българската академия на науките от 1979 г. – в Базовата обсерватория „Юрий Гагарин“ на Централната лаборатория за космически изследвания в Стара Загора (от 1979 до края на 1990 г.) и в Института по астрономия от 1991 г.
В интервала 1981 – 1990 г. Борис Комитов е научен сътрудник към Централната лаборатория за космически изследвания към БАН, а от 1991 до 2003 година – към Института по астрономия с Национална астрономическа обсерватория към БАН (ИА с НАО – БАН).
Защитил е докторска дисертация (PhD) на тема „Към динамиката на кометното вещество“ през 1990 г.
От 2003 година е доцент към ИА с НАО-БАН.
От 2012 г. Борис Комитов е ръководител на безсрочния научноизследователски и образователен проект „Хелиотараксия – Център за слънчев и слънчево-земен мониторинг -Стара Загора“. Той е администратор и собственик на сайта на проекта HELIOTARAXY.COM
Член е на Международния астрономически съюз (International astronomical Union – IAU), както и поделенията на Американския астрономически съюз за планетни науки (Division of Planetary Sciences – DPS) и слънчева физика (Solar Physics Division – SPD).
Автор е на около 110  научни и над 60 научнопопулярни статии, както и на 3 книги в областта на физиката на Слънчевата система, Слънцето и слънчево-земни връзки.
През 2008 г. Центърът за малки тела в Слънчевата система именува на негово име астероид от главния пояс между Марс и Юпитер (20363 Komitov 1998KU1).
В продължение на повече от 20 години (от 1982 до 2004 г.) Борис Комитов ръководи школа по космическа физика към Окръжната станция на младите техници и агробиолози в Стара Загора (от 1991 до 1998 г.: Център за ученическо техническо и научно творчество, след 1998 г. – Обединен детски комплекс).